# Ladislav Ščurko
Ladislav Ščurko född 4 april 1986, Gelnica, Tjeckoslovakien, är en före detta slovakisk JVM-spelare.
Den före detta juniorlandslagsmannen har 2009 erkänt ett mord på en ishockeydomare.
Ščurko har spelat junior-VM för Slovakien 2004/2005 och 2005/2006. Han har dessutom gjort tre säsonger i den kanadensiska juniorligan WHL för Seattle Thunderbirds och Tri-City Americans. De två senaste säsongerna har han spelat med HC Košice i den slovakiska ligan där han 2008/09 noterade fem mål sju assists på 52 matcher och avslutade säsongen som slovakisk mästare. Han blev 2004 NHL-drafted av Philadelphia Flyers i 6:e ronden som nummer 170.
24 april 2009 greps Ščurko i sin lägenhet i Košice i Slovakien av beväpnad slovakisk polis, misstänkt för mord på den 26-åriga ishockeydomaren Marek Liptaj. Mordet inträffade i december 2007 och under polisförhören erkände Ščurko dådet. Ščurko ska ha huggit offret i bröstet med ett okänt objekt ett flertal gånger och efter dådet ha dumpat den döda kroppen i skogen utanför staden Poprad. Först i december 2008 hittades kroppen. Vad gäller motiv bakom mordet, så spekuleras det i att Liptaj ska varit skyldig stora summor pengar, som han inte kunde betala tillbaka och Ščurko ska ha varit en av fordringsägarna. I juli 2012 dömdes Ščurko i domstol till åtta års fängelse för mordet.